# 이낵세시블뜸부기
이낵세시블뜸부기(학명: Laterallus rogersi, 영어: Inaccessible Island rail)는 뜸부기과에 속하는 작은 새이다. 고립된 남대서양의 트리스탄 군도에 있는 이낵세시블섬에 서식하는 이 새는 현존하는 세계에서 가장 작은 날지 못하는 새이다. 이 종은 1923년 의사 퍼시 로(Percy Lowe)에 의해 공식적으로 기술되었지만 50년 전에 처음으로 과학자들의 관심을 끌었다. 이낵세시블뜸부기의 분류학적 유사성과 기원은 오랫동안 미스터리였다. 2018년에 가장 가까운 친척은 점무늬날개뜸부기(Porzana spiloptera)로 확인되었으며, 두 종 모두 검정뜸부기속에서 가장 잘 분류되는 것으로 결정되었다.
이낵세시블뜸부기는 갈색 깃털, 검은색 부리와 발을 가지고 있으며 성체는 적목 현상을 가지고 있다. 해변부터 중앙 고원까지 이낵세시블섬의 대부분의 서식지를 차지하며 다양한 작은 무척추동물과 일부 식물을 먹는다. 쌍은 영토를 갖고 있으며 일부일처제이며, 부모 모두 알을 품고 병아리를 키우는 일을 담당한다. 고밀도의 작은 섬에 살기 위한 적응에는 낮은 기본 대사율, 작은 클러치 크기 및 날지 못하는 것이 포함된다.
다른 많은 해양 섬들과는 달리 이낵세시블섬에는 유입된 포식자가 없었기 때문에 이 종이 번성할 수 있었지만 다른 많은 날지 못하는 새, 특히 날지 못하는 뜸부기가 멸종했다. 그럼에도 불구하고 이 종은 단일 개체수가 적기 때문에 쥐나 고양이와 같은 포유류 포식자의 우연한 유입으로 위협을 받을 수 있기 때문에 국제자연보전연맹(IUCN)에 의해 취약종으로 간주된다.

## 같이 보기
- 웨이크뜸부기